# Merche Mar
Merche Mar (català: Mercè Marquès i Pons)  (Barcelona, 24 de setembre de 1947 - Barcelona, 25 de febrer de 2025)  de nom de naixement Mercè Marquès i Pons, va ser una vedet catalana de revista i music hall que va esdevenir una llegenda a El Molino.

## Biografia
Va començar la seva carrera a El Molino cap a l'any 1965, amb Johnson i Escamillo. Hi va fer diversos espectacles, com Rubias y morenas, La flauta del faraón, Las pícaras molineras, Béseme donde quiera, Taxi al Molino o Pluma y peineta, darrer espectacle abans del tancament en 1997. També va ser la primera artista a actuar al nou espectacle Made in Paral·lel, en el moment de la reobertura, en 2010.
Entre 1997 i 2010 va seguir actuant, tant en sales de tot Espanya com a la televisió (per exemple a la sèrie Pelotas, de TVE) i al cinema (com a Soldados de Salamina), i va escriure un llibre autobiogràfic, El Molino: Historias de una vedette.
L'any 2008 va participar en l'homenatge al mestre Juan de la Prada i al paral·lel que va fer La Cubana al teatre Coliseum De la Gran Via al Paral·lel
Els seus últims espectacles van ser amb la Revista Loco Loco Musica Hall de Jamboo Agency l'estiu de 2024 a poblacions com Sant Joan d'Espi o Cunit.